# Shortcomings
Shortcomings è un film del 2023 diretto da Randall Park, al suo esordio alla regia in un lungometraggio .

## Produzione
Nel marzo 2021, è stato annunciato che Randall Park avrebbe diretto un film, basato sul romanzo a fumetti Una lieve imperfezione di Adrian Tomine. Nell'agosto 2022, Justin H. Min, Sherry Cola, Ally Maki, Debby Ryan, Tavi Gevinson, Sonoya Mizuno, Jacob Batalon e Timothy Simons si sono uniti al cast del film.

## Distribuzione
Il film è stato presentato in anteprima al Sundance Film Festival il 21 gennaio 2023. Nel marzo 2023, Sony Pictures Classics ha acquisito i diritti di distribuzione del film. Shortcomings è stato distribuito nelle sale cinematografiche statunitensi il 4 agosto 2023.

## Accoglienza
Sull'aggregatore di recensioni Rotten Tomatoes ha un indice di gradimento del 84%, con un voto medio di 6,90 su 10, basato su 125 recensioni.